# نهر سرات
نَهْرُ سِرَات (بالأكرانية: Сере́т؛ وبالرومانية: ) نهر ينبع من جبال بلواط الواقعة في أكرانيا في شمالي ناحية بوكوينة، فيقبل على جهة الشمال، ثم يستدير إلى الجنوب حتى يدخل رومانيا، فلا يزال بها حتى يصب في نهر الدانوب جنوبيَّها، وأكثر مجراه في رومانيا، وطوله فيها 559 كيلومتر، وطول مجراه في أكرانيا نحوُ تسعين كيلومترا. وقد كانت اليونانُ قديمًا تسميه «هَرَسُوس» (باليونانية القديمة: Ιερασός).

## على مجراه
تقع المدن والقرى التالية على طول نهر سيرت، من المنبع إلى المصب: برهومت، إسطروجنات، سرات، كرمشت، زبورشتة، ليتن، دلهسكة، بشكان، إستلنجان براجسك، رومان، باكاو، أجود، مرششت، كلات.

## روافده

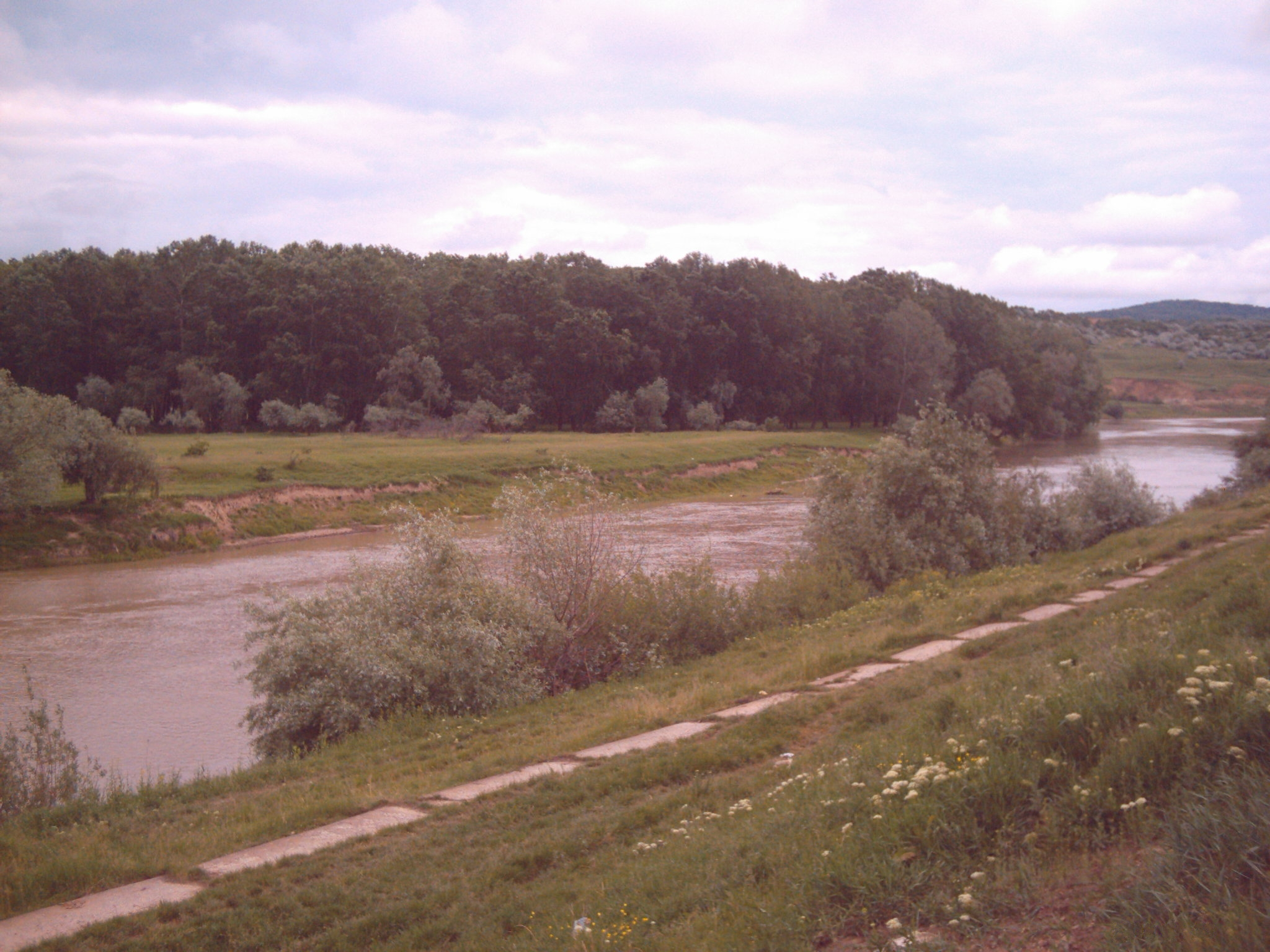
نهر سرات إزاء مدينة رومان

روافده عن يساره: بهنة (Mihăileni)، Molniţa ، بهنة (Lozna)، كرلة سراتال، كرلة Huţanilor، ورونة، بليسو، ترباتة، Pitrosul (أو Pietrosul)، Trestioara، سراتال، سُدُومَان، Stolniceni ، هارمانيشتي، Pârâul Ţigăncilor ، Mihailei، بوكة، Albuia ، ريدية، ياش، ولبششت، جِكَنكة، إكوششت، كلودان، Râpaş، موارة، فاليا موري، رَكَتاوة، الاجتما، فلجريش، Polocin ، سوج، برلاد، Călmăţui، Geru ، Lozova ، فاليا لوي Odobescu، RUSCA، ملينة، كتوشة.
وعن يمينه: Malyi Seret ، كَوَان، Negostina ، Pârâul ماري، Verehia، برنكة، Leahu، هنتشت، كريكورشت، سَلَجَان، سوسيفا، Şomuzul ، Şomuzul ماري، Probota، Conţeasca ، Ruja ، فاليا Părului، Podul Turcului (أو دراجا)، تَمَشَان، مولدافيا، فاليا Neagră ، Turbata، بيستريتا، Cleja (أو Climăuţ، أو مويس)، Răcăciuni ، أُرْبَان، فاليا Seacă، Botohan، Fântânele، Conţeşti، Trotuş ، فاليا Boului، Carecna، Zăbrăuţ، Şuşiţa ، Gârla Morilor، بوتنا، لايكا، Râmnicul سورات، بوزاو .

## فيضانات 2010
خلال شهر يوليو من عام 2010 ، أبلغ جورجي فلوتور، رئيس مقاطعة سجاوة، وكالة أنباء ميديافا، أن منطقته كانت واحدة من أكثر المناطق تضرراً في البلاد صباح يوم 29 يوليو، حيث كان ينسق أعمال الإغاثة المحلية من الفيضانات في مقاطعته المنكوبة.  في وقت لاحق من ذلك اليوم، أصبح نهر سيرت يمثل تهديدا باختراق السدود التي تحمي مدينة renendreni ، حيث عزز السكان المحليون وخدمات الطوارئ السدود بحمولات شاحنات من أكياس الرمل لمنع فيضان النهر وإغراق البلدة.